# Wolf-Dieter Dudenhausen
Wolf-Dieter Dudenhausen (* 6. Januar 1940 in Königsberg) ist ein deutscher Ministerialbeamter außer Dienst. Er war von 2002 bis 2005 Staatssekretär im Bundesministerium für Bildung und Forschung und von 1994 bis 1998 Staatssekretär im Thüringer Ministerium für Wissenschaft, Forschung und Kultur.

## Leben

### Ausbildung
Dudenhausen erlangte im Jahr 1963 das Abitur am Abendgymnasium der Stadt Dortmund. Er studierte in den Jahren 1963 bis 1967 Mathematik sowie Physik im Nebenfach und erreichte ein Diplom in Mathematik. Im Jahr 1969 wurde er auf dem Gebiet der theoretischen Physik mit einer Arbeit über „Höhere Bornsche Näherungen für die elastische Streuung von Elektronen an Atomen“ zum Dr. promoviert.

### Laufbahn und Wirken
Wolf-Dieter Dudenhausen trat im Jahr 1970 in den Dienst des Bundesministeriums für Forschung und Technologie und arbeitete dort, zuletzt als Leiter des Referates für Elektronik und Mikroprozessorsysteme, bis 1988. Anschließend war er in den Jahren 1988 bis 1994 Leiter der Abteilung für Wirtschaftspolitik und Wirtschaftsförderung und Stellvertreter des Staatssekretärs im Ministerium für Wirtschaft, Technik und Verkehr des Landes Schleswig-Holstein.
Dudenhausen diente in den Jahren 1994 bis 1998 unter Minister Gerd Schuchardt (SPD) als Staatssekretär im Thüringer Ministerium für Wissenschaft, Forschung und Kultur. Danach war von 1998 bis 2002 als Ministerialdirektor Leiter der Zentralabteilung und Grundsatzabteilung im Bundesministerium für Bildung und Forschung.
Im November 2002 wurde Dudenhausen unter Bundesministerin Edelgard Bulmahn (SPD) zum Staatssekretär im Bundesministerium für Bildung und Forschung ernannt. Im Jahr 2005 trat er in den Ruhestand ein.
Wolf-Dieter Dudenhausen ist SPD-Mitglied. Er heiratete und seine Ehefrau bekam zwei Kinder.